# 영동1터널 (영동군)
영동1터널(永同1터널, Yeongdong 1 Tunnel)은 충청북도 영동군 심천면 길현리에 위치한 경부고속도로 상의 터널으로, 2003년 영동1터널 ~ 옥천1터널 개량과 함께 개통되었다. 연장 부산 방면은 618m, 서울 방면은 578m이고, 폭 13.6m(유효폭 12.7m), 높이 8.3m이다.

## 같이 보기
- 영동2터널: 부산 방면, 다음 터널
  - 영동터널: 영동 ~ 청성 구간 개량 이전 다음 터널
- 옥천4터널: 서울 방면, 다음 터널